# (2566) Kirghizia
(2566) Kirghizia ist ein Asteroid des Hauptgürtels, der am 29. März 1979 vom russischen Astronomen Nikolai Stepanowitsch Tschernych am Krim-Observatorium in Nautschnyj (IAU-Code 095) entdeckt wurde.
Der Asteroid wurde nach dem zentralasiatischen Binnenstaat Kirgisistan benannt, der die Kirgisische SSR bildete und im August 1991 seine staatliche Unabhängigkeit erklärte.